# حصار صيدا
حصار صيدا (بالإنجليزية: Siege of Sidon)، حدث فيما بعد الحملة الصليبية الأولى. سقطت مدينة صيدا الساحلية في أيدي قوات بالدوين الأول وسيكورد الأول، بمساعدة من اوردلافو فاليرو، دوق البندقية.